# Castoro Sei
Il Castoro Sei era una nave posatubi semisommergibile appartenuta alla Saipem.

## Caratteristiche
Il Castoro Sei è un'unità semisommergibile, formata da due scafi connessi al ponte superiore da dieci colonne. La linea di produzione è posta a centro nave e termina con una rampa interna fissa e due rampe esterne mobili, che possono invece essere regolate a seconda della profondità di posa. L'unità può posare condotte con diametro fino a 60 pollici; sulla linea di produzione sono presenti tre tensionatori da 130 tonnellate ciascuno. 
Durante la posa il Castoro Sei si mantiene in posizione e avanza grazie a un sistema d'ormeggio costituito da dodici ancore da 25 tonnellate ciascuna, connesse ad argani da 125 tonnellate. In aggiunta l'unità è dotata di quattro propulsori azimutali, che fungono da ausilio nel mantenimento della posizione.

## Servizio
Il Castoro Sei fu costruito tra il 1975 e il 1978 presso l'Arsenale Triestino San Marco. L'unità è stata utilizzata per la posa di diversi gasdotti nel Mar Nero, nel Mare del Nord, nel Mar Baltico e nel Mar Mediterraneo, tra i quali Transmed, Greenstream, Medgaz, Blue Stream, Nord Stream, Zohr, TAP e Baltic Pipe.
Nel 2022 fu demolita in Turchia.